# Leichtathletik-Länderkampf der Männer 1955 Großbritannien – BR Deutschland
| 5. Leichtathletik-Länderkampf mit bundesdeutscher Beteiligung 1955 | 5. Leichtathletik-Länderkampf mit bundesdeutscher Beteiligung 1955 |               |
| ------------------------------------------------------------------ | ------------------------------------------------------------------ | ------------- |
|                                                                    |                                                                    |               |
| Ländervergleich der Männer: Großbritannien – BR Deutschland        |                                                                    |               |
| Austragungsort                                                     | London                                                             |               |
| Wettbewerbe                                                        | 20                                                                 |               |
| Datum                                                              | 31. Juli / 1. August                                               |               |
| 1. GBR 2. FRG                                                      | 111 P 095 P                                                        |               |
| Chronik                                                            |                                                                    |               |
| ← GBR-FRG (F)                                                      | FRG-LUX (M) →                                                      | FRG-LUX (M) → |

In der vierten Begegnung des Länderkampfjahres 1955 trafen sich Deutschlands Leichtathleten zum dritten Mal mit den Sportlern aus Großbritannien. Zuletzt hatte es 1931 diese Begegnung gegeben. Allerdings hatten die bundesdeutschen Männer 1953 einen Länderkampf mit England ausgetragen. Gastgeber am 30. Juli und 1. August war diesmal die britische Hauptstadt London. Parallel traten hier in London auch die Frauen zu einem Treffen mit demselben Gegner an. Am selben Wochenende trugen die bundesdeutschen Männer auch einen Länderkampf mit Luxemburg in Mainz aus. Gegen die Briten startete ein A-Team, gegen Luxemburg eine B-Mannschaft. 

## Wettbewerbe und Modus
Wenn die Vergleiche mit Großbritannien oder England auf der britischen Insel ausgetragen wurden, standen die Laufwettbewerbe dort meist mit Maßen in Yards oder Meilen auf dem Programm. Das war auch diesmal so, nur der 3000-Meter-Hindernislauf machte hier eine Ausnahme. Die Entsprechungen der Yards- und Meilen-Strecken zu den Strecken mit metrischen Maßen vorausgesetzt fehlten aus dem olympischen Wettbewerbskatalog nur der Marathonlauf, die beiden Gehdisziplinen und der Zehnkampf. Gewertet wurde in den Einzeldisziplinen nach dem üblichen Standard, in den Staffeln wurden drei zu eins Punkte vergeben.

## Ergebnis
Die britischen Athleten entschieden dreizehn der zwanzig Wettbewerbe für sich und fuhren dabei sechs Doppelerfolge ein. Dagegen standen sieben Disziplinsiege für die Bundesrepublik Deutschland bei vier Doppelerfolgen. Damit setzten sich die Briten in einem Länderkampf mit Deutschland zum ersten Mal durch und gewannen mit 111 zu 95 Punkten.

## Resultat

### 100 yds
| Platz | Athlet        | Land | Zeit (s) |
| ----- | ------------- | ---- | -------- |
| 1     | Carl Kaufmann | FRG  | 09,8     |
| 2     | Leonhard Pohl | FRG  | 09,9     |
| 3     | Roy Sandstrom | GBR  | 10,1     |
| 4     | George Ellis  | GBR  | 10,2     |

Datum: 31. Juli

### 220 yds
| Platz | Athlet        | Land | Zeit (s) |
| ----- | ------------- | ---- | -------- |
| 1     | Carl Kaufmann | FRG  | 22,0     |
| 2     | Leonhard Pohl | FRG  | 22,0     |
| 3     | Ron Henderson | GBR  | 22,4     |
| 4     | George Ellis  | GBR  | 22,5     |

Datum: 1. August

### 440 yds
| Platz | Athlet              | Land | Zeit (s) |
| ----- | ------------------- | ---- | -------- |
| 1     | Karl-Friedrich Haas | FRG  | 47,7     |
| 2     | Peter Fryer         | GBR  | 48,2     |
| 3     | Mike Wheeler        | GBR  | 48,5     |
| 4     | Hans Geister        | FRG  | 48,9     |

Datum: 31. Juli

### 880 yds
| Platz | Athlet                | Land | Zeit (min) |
| ----- | --------------------- | ---- | ---------- |
| 1     | Derek Johnson         | GBR  | 1:48,7     |
| 2     | Brian Hewson          | GBR  | 1:48,9     |
| 3     | Friedel Stracke       | FRG  | 1:50,5     |
| 4     | Hans-Walter Friedrich | FRG  | 1:50,8     |

Datum: 1. August

### 1 Meile
| Platz | Athlet       | Land | Zeit (min) |
| ----- | ------------ | ---- | ---------- |
| 1     | Brian Hewson | GBR  | 4:21,6     |
| 2     | Olaf Lawrenz | FRG  | 4:22,6     |
| 3     | Ken Wood     | GBR  | 4:22,8     |
| 4     | Werner Lueg  | FRG  | 4:25,2     |

Datum: 31. Juli

### 3 Meilen
| Platz | Athlet               | Land | Zeit (min) |
| ----- | -------------------- | ---- | ---------- |
| 1     | Christopher Chataway | GBR  | 13:23,2    |
| 2     | Derek Ibbotson       | GBR  | 13:42,2    |
| 3     | Herbert Schade       | FRG  | 13:44,8    |
| 4     | Walter Konrad        | FRG  | 14:08,8    |

Datum: 31. Juli

### 6 Meilen
| Platz | Athlet            | Land | Zeit (min) |
| ----- | ----------------- | ---- | ---------- |
| 1     | Ken Norris        | GBR  | 29:57,0    |
| 1     | Frank Sando       | GBR  | 29:57,0    |
| 3     | Hermann Eberlein  | FRG  | 32:08,6    |
| 4     | Siegfried Steller | FRG  | 32:32,0    |

Datum: 1. August

### 120 yds Hürden
| Platz | Athlet              | Land | Zeit (s) |
| ----- | ------------------- | ---- | -------- |
| 1     | Frederick Parker    | GBR  | 14,3     |
| 2     | Peter Hildreth      | GBR  | 14,8     |
| 3     | Bert Steines        | FRG  | 14,8     |
| 4     | Karl-Ernst Schottes | FRG  | 14,8     |

Datum: 31. Juli

### 440 yds Hürden
| Platz | Athlet       | Land | Zeit (s) |
| ----- | ------------ | ---- | -------- |
| 1     | Robert Shaw  | GBR  | 52,6     |
| 2     | Tom Farrell  | GBR  | 53,2     |
| 3     | Alfred Maier | FRG  | 54,0     |
| 4     | Edgar Kloß   | FRG  | 57,0     |

Datum: 1. August

### 3000 m Hindernis
| Platz | Athlet           | Land | Zeit (min) |
| ----- | ---------------- | ---- | ---------- |
| 1     | John Disley      | GBR  | 8:52,2     |
| 2     | Chris Brasher    | GBR  | 8:56,0     |
| 3     | Walter Müller    | FRG  | 9:04,6     |
| 4     | Günter Heßelmann | FRG  | 9:04,8     |

Datum: 31. Juli

### 4 × 110 yds Staffel
| Platz | Besetzung      | Land                                                      | Zeit (s) |
| ----- | -------------- | --------------------------------------------------------- | -------- |
| 1     | Großbritannien | George Ellis Roy Sandstrom Mike Ruddy Brian Shenton       | 41,5     |
| 2     | BR Deutschland | Leonhard Pohl Carl Kaufmann Lothar Knörzer Joachim Jensen | 42,2     |

Datum: 1. August

### 4 × 440 yds Staffel
| Platz | Besetzung      | Land                                                    | Zeit (min) |
| ----- | -------------- | ------------------------------------------------------- | ---------- |
| 1     | Großbritannien | Peter Higgins Mike Wheeler Peter Fryer Derek Johnson    | 3:13,2     |
| 2     | BR Deutschland | Jürgen Kühl Hans Geister Kurt Bonah Karl-Friedrich Haas | 3:16,0     |

Datum: 31. Juli

### Hochsprung
| Platz | Athlet            | Land | Höhe (m) |
| ----- | ----------------- | ---- | -------- |
| 1     | William Piper     | GBR  | 1,93     |
| 2     | Theo Püll         | FRG  | 1,93     |
| 3     | Hans-Jürgen Jenss | FRG  | 1,87     |
| 4     | Stableforth       | GBR  | 1,83     |

Datum: 31. Juli

### Stabhochsprung
| Platz | Athlet            | Land | Höhe (m) |
| ----- | ----------------- | ---- | -------- |
| 1     | Geoffrey Elliott  | GBR  | 3,96     |
| 2     | Julius Schneider  | FRG  | 3,96     |
| 3     | Ian Ward          | GBR  | 3,96     |
| 4     | Karl-Heinz Thenée | FRG  | 3,96     |

Datum: 1. August

### Weitsprung
| Platz | Athlet             | Land | Weite (m) |
| ----- | ------------------ | ---- | --------- |
| 1     | Manfred Molzberger | FRG  | 7,30      |
| 2     | Dietrich Richter   | FRG  | 7,29      |
| 3     | Ken Wilmshurst     | GBR  | 7,00      |
| 4     | Roy Cruttenden     | GBR  | 6,81      |

Datum: 1. August

### Dreisprung
| Platz | Athlet              | Land | Weite (m) |
| ----- | ------------------- | ---- | --------- |
| 1     | Ken Wilmshurst      | GBR  | 15,03     |
| 2     | Hermann Höhnke      | FRG  | 14,49     |
| 3     | Theo Strohschnieder | FRG  | 14,38     |
| 4     | David Field         | GBR  | 14,15     |

Datum: 31. Juli

### Kugelstoßen
| Platz | Athlet             | Land | Weite (m) |
| ----- | ------------------ | ---- | --------- |
| 1     | Karl-Heinz Wegmann | FRG  | 15,72     |
| 2     | Hermann Lingnau    | FRG  | 15,62     |
| 3     | Barclay Palmer     | GBR  | 15,55     |
| 4     | Mark Pharaoh       | GBR  | 13,86     |

Datum: 1. August

### Diskuswurf
| Platz | Athlet        | Land | Weite (m) |
| ----- | ------------- | ---- | --------- |
| 1     | Mark Pharaoh  | GBR  | 49,39     |
| 2     | Günther Noack | FRG  | 49,26     |
| 3     | Martin Bührle | FRG  | 48,49     |
| 4     | Gerry Carr    | GBR  | 44,13     |

Datum: 31. Juli

### Hammerwurf
| Platz | Athlet        | Land | Weite (m) |
| ----- | ------------- | ---- | --------- |
| 1     | Karl Storch   | FRG  | 55,91     |
| 2     | Peter Allday  | GBR  | 55,91     |
| 3     | Hugo Ziermann | FRG  | 55,88     |
| 4     | Ewan Douglas  | GBR  | 53,85     |

Datum: 1. August

### Speerwurf
| Platz | Athlet         | Land | Weite (m) |
| ----- | -------------- | ---- | --------- |
| 1     | Heinrich Will  | FRG  | 69,09     |
| 2     | Pond           | GBR  | 67,01     |
| 3     | Luitpold Maier | FRG  | 66,84     |
| 4     | Peter Cullen   | GBR  | 64,77     |

Datum: 1. August